# Bobby Brown (narciarz dowolny)
Bobby Brown (ur. 5 czerwca 1991 w Englewood) – amerykański narciarz dowolny, specjalizujący się w slopestyle'u i Big Air. W 2010 roku wywalczył złoty medal na mistrzostwaach świata juniorów w Otago. W 2014 roku wystartował na igrzyskach olimpijskich w Soczi, gdzie zajął dziewiąte miejsce w slopestyle'u. Najlepsze wyniki w Pucharze Świata osiągnął w sezonie 2013/2014, kiedy to zajął 29. miejsce w klasyfikacji generalnej, a w klasyfikacji slopestyle'u był trzeci. Jest też czterokrotnym medalistą Winter X Games, w tym trzykrotnie złotym.

## Osiągnięcia

### Igrzyska olimpijskie
| Miejsce | Dzień     | Rok  | Miejscowość | Konkurencja | Zwycięzca        |
| ------- | --------- | ---- | ----------- | ----------- | ---------------- |
| 9.      | 13 lutego | 2014 | Soczi       | Slopestyle  | Joss Christensen |

### Puchar Świata

#### Miejsca w klasyfikacji generalnej
- sezon 2011/2012: 124.
- sezon 2012/2013: 107.
- sezon 2013/2014: 29.
- sezon 2014/2015: 121.
- sezon 2015/2016: 104.
- sezon 2016/2017: 175.
- sezon 2017/2018: 213.

#### Miejsca na podium w zawodach
1. Breckenridge – 10 stycznia 2014 (slopestyle) – 1. miejsce